# Caracara plancus
Il caracara meridionale (Caracara plancus (J.F.Miller, 1777)) è un uccello rapace della famiglia dei Falconidi diffuso in Sud America, dove è noto come carcarà o carancho.

## Descrizione

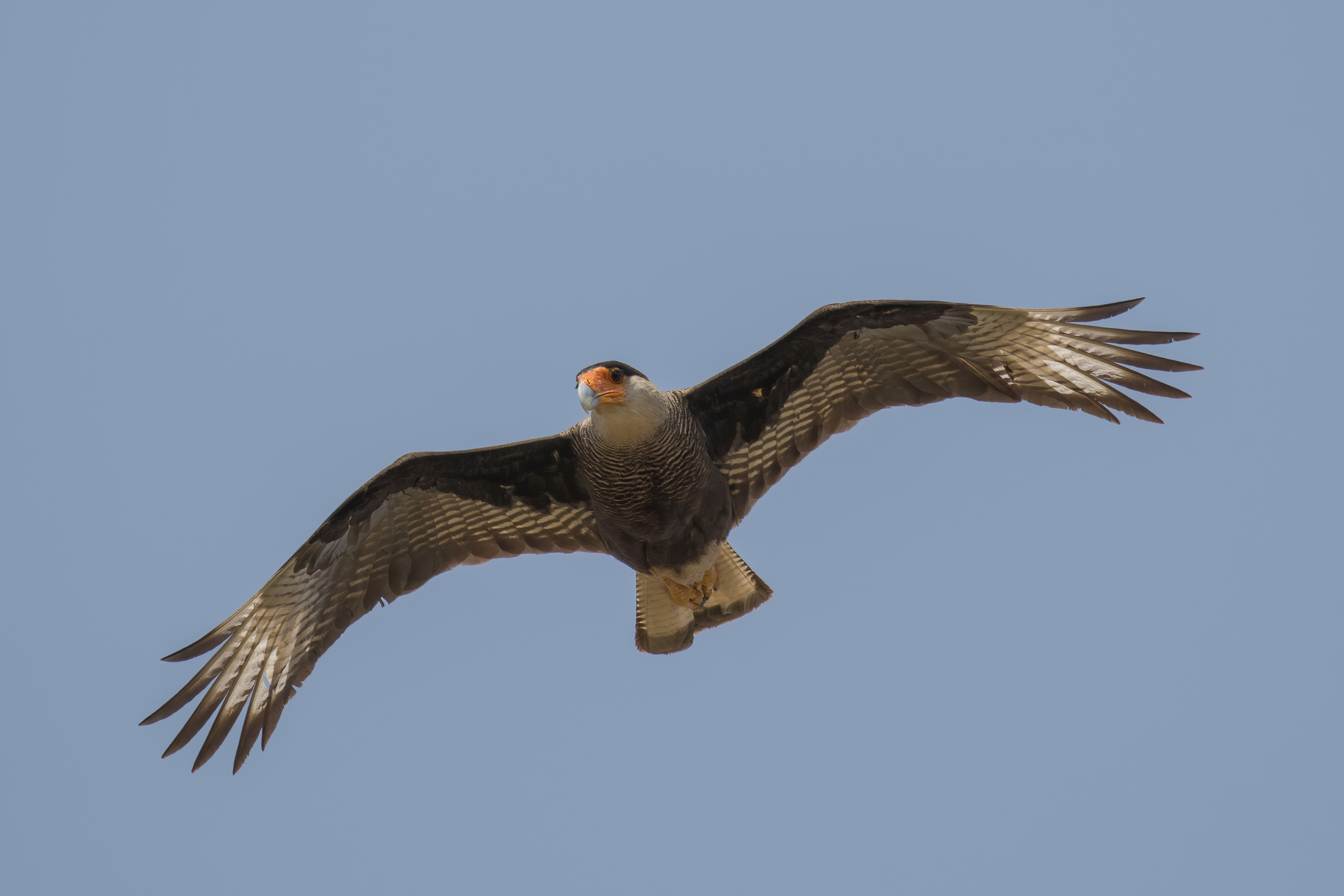
Esemplare di caracara meridionale in volo

È un rapace di grande taglia, lungo 50–64 cm e con un'apertura alare di 120–133 cm.

## Biologia

### Alimentazione
È un predatore opportunista, che si nutre di una ampia varietà di specie (piccoli mammiferi, uccelli, rettili, rane, insetti), nonché di carogne o di resti di prede sottratte ad altri uccelli.

## Distribuzione e habitat
Questa specie ha un ampio areale che copre tutta la parte meridionale del Sud America (Bolivia, Perù, Brasile, Paraguay, Uruguay, Argentina e Cile).
È presente in una varietà di habitat aperti e semi-aperti come praterie, piantagioni, campi coltivati, paludi, torbiere e aree di foresta degradata.